# بروری
بروری یک شهرداری است که در ایالت آمازوناس (برزیل) ، برزیل واقع شده است.